# Tanytarsus hajifissus
Tanytarsus hajifissus är en tvåvingeart som beskrevs av Kawai, Okamoto och Imabayashi 2002. Tanytarsus hajifissus ingår i släktet Tanytarsus och familjen fjädermyggor. Inga underarter finns listade i Catalogue of Life.